# Harpina vittigera
Harpina vittigera är en skalbaggsart som beskrevs av Hermann Burmeister 1844. Harpina vittigera ingår i släktet Harpina och familjen Melolonthidae.Arten lever i tropiska Afrika och är känd ifrån Sydafrika. Inga underarter finns listade i Catalogue of Life.